# Calvaire du cimetière de Langonnet

Le calvaire du cimetière de Langonnet est situé  au bourg de Langonnet, près de la rue de Cornouailles, dans le Morbihan en France.

## Historique

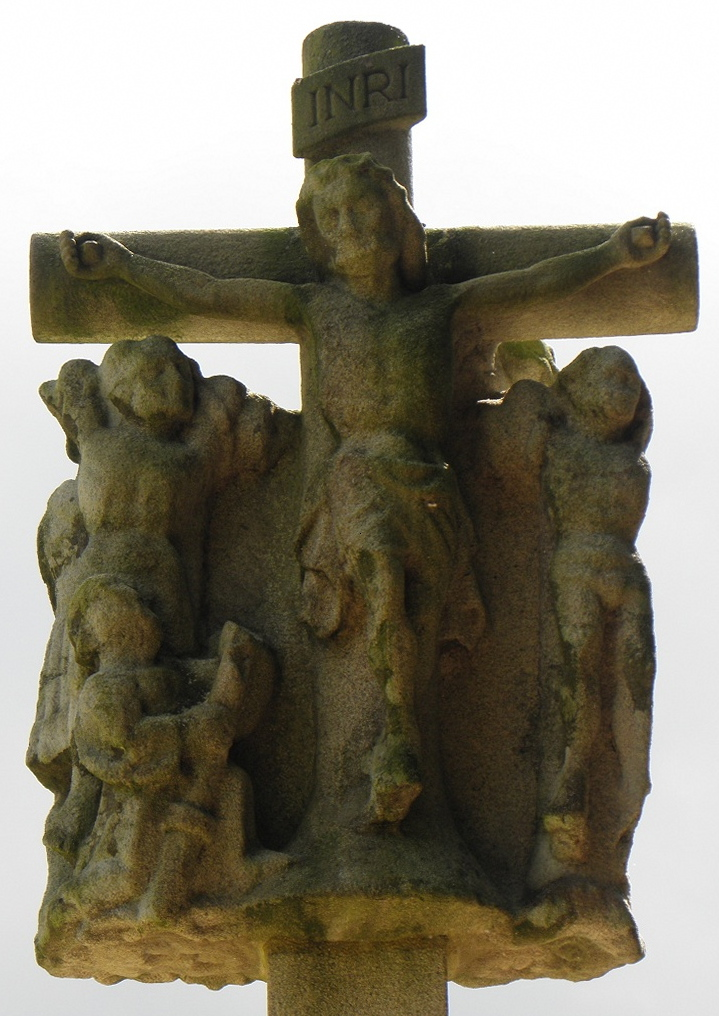
La face nord du calvaire.

Les restes du calvaire du cimetière de Langonnet font l’objet d’une inscription au titre des monuments historiques depuis le 25 septembre 1928.
La croix est érigée dans l'ancien cimetière au sud de l'église Saint-Pierre-et-Saint-Paul. 

## Architecture
La face septentrionale est ornée d'un Christ en croix entouré des deux larrons, Longin au pied du calvaire, ces personnages étant taillés dans le même bloc. Quant à la face méridionale, elle présente une descente de Croix, le Christ étant soutenu par Nicodème et Joseph d'Arimathie, un quatrième personnage participant à la scène.